# 706
706 (DCCVI) var ett normalår som började en fredag i den julianska kalendern.

## Händelser

### Juli
- 2 juli – I Kina lägger kejsar Zhongzong av Tang alla kvarlevor av sin mor och nyss avlidna regerande kejsarinnan Wu Zetian, hennes son Li Xian, hennes sonson Li Chongrun, och sondotter Li Xianhui i samma grav som hans far och Wu Zetians make kejsar Gaozong (död 683) utanför Chang'an, känd som Qianlingmausoleum, på Liangberget.

### Okänt datum
- Umayyadkalifen al-Walid I påbörjar bygget av den stora moskén i Damaskus.

## Födda
- Eoppa av Wessex (död 789)
- Han Gan, målare under Tangdynastin (död 783)

## Avlidna
- Shenxiu, kinesisk zenbuddhitpatriark av Tangdynastin
- Zhang Jianzhi, kinesisk kansler av Tangdynastin (född 625)